# Brigadoon
Brigadoon – amerykański musical z 1954 roku na podstawie broadwayowskiego musicalu pod tym samym tytułem.

## Obsada
- Gene Kelly – Tommy Albright
- Van Johnson – Jeff Douglas
- Cyd Charisse – Fiona Campbell
- Elaine Stewart – Jane Ashton
- Barry Jones – Pan Lundie
- Hugh Laing – Harry Beaton
- Albert Sharpe – Andrew Campbell
- Virginia Bosler – Jean Campbell
- Jimmy Thompson – Charlie Chisholm Dalrymple
- Tudor Owen – Archie Beaton
- Owen McGiveney – Angus
- Dee Turnell – Ann
- Dodie Heath – Meg Brockie
- Eddie Quillan – Sandy
- Michael Dugan – Townsman

## Nagrody i wyróżnienia
Film dostał trzy nominacje do Oscara:
- Najlepsza scenografia (film kolorowy) – Cedric Gibbons, E. Preston Ames, Edwin B. Willis, F. Keogh Gleason
- Najlepsze kostium (film kolorowy) – Irene Sharaff
- Najlepszy dźwięk – Wesley C. Miller

Film zdobył Złotego Globa:
- Najlepsze zdjęcia (film kolorowy) – Joseph Ruttenberg